# Круподеринці (Лубенський район)
Круподери́нці — село в Україні, у Оржицькій селищній громаді Лубенського району Полтавської області. Населення становить 1028 осіб. До 2020 орган місцевого самоврядування — Круподеринська сільська рада.

## Географія
Село Круподеринці знаходиться на правому березі річки Чумгак, у місці злиття її з річкою Гнила Оржиця в річку Оржиця, вище за течією на відстані 7 км розташоване село Білоусівка, нижче за течією на відстані 4,5 км розташоване село Денисівка, на протилежному березі — село Пилиповичі.

## Історія
Село утворилося в 1663 році. Засновником цього села історично вважають кошового отамана Гамалія. Загалом назва села Круподеринці має декілька своїх легенд. Одна з них говорить, що колись, давно, жив у цьому селі пан на ім'я Круподеряж, інша говорить про те, що в цьому селі дуже розвивалось круподерська діяльність.
12 червня 2020 року, відповідно до розпорядження Кабінету Міністрів України № 721-р «Про визначення адміністративних центрів та затвердження територій територіальних громад Полтавської області», село увійшло до складу Оржицької селищної громади.
19 липня 2020 року, в результаті адміністративно — територіальної реформи та ліквідації Оржицького району, село увійшло до складу новоутвореного Полтавського району.

## Політика

### Парламентські вибори, 2019
На позачергових парламентських виборах 2019 року у селі функціонувала окрема виборча дільниця № 530663, розташована у приміщенні будинку культури.
Результати
- зареєстровано 634 виборці, явка 67,51 %, найбільше голосів віддано за «Слугу народу» — 50,23 %, за Радикальну партію Олега Ляшка — 15,73 %, за Всеукраїнське об'єднання «Батьківщина» — 9,39 %.[3] В одномандатному окрузі найбільше голосів отримав Фахраддін Мухтаров (самовисування) — 27,16 %, за Анастасію Ляшенко (Слуга народу) — 26,68 %, за Олексія Баганця (Всеукраїнське об'єднання «Батьківщина») — 12,26 %[4].

## Економіка
- Молочно-товарна ферма.
- Агрофірма «Дружба».

## Об'єкти соціальної сфери
- Школа.
- Будинок культури.

## Пам'ятки
- Меморіальний комплекс[d] (братська могила воїнів, пам'ятний знак полеглим воїнам-односельчанам);

## Відомі уродженці
- Гамалія Михайло Леонтійович (1749—1830) — український лікар, статський радник. Дід мікробіолога М. Ф. Гамалії.
- Волін Олексій Михайлович (1898—1975) — театральний актор, народний артист Української РСР.
- Лисенко Володимир Пилипович (1937) — український вчений в галузі лісівництва, кандидат сільськогосподарських наук, професор кафедри ботаніки та фізіології рослин Харківського національного аграрного університету імені В. В. Докучаєва, академік Лісівничої академії наук України (ЛАНУ)[5].Академік Міжнародної академії наук екології та безпеки життєдіяльності(МАНЕБ), доктор філософії, Почесний член Українського ботанічного товариства(УБТ).
- Яненко Микола Петрович (1950) — український радянський діяч, машиніст тепловоза локомотивного депо імені Кірова Південної залізниці. Депутат Верховної Ради УРСР 11-го скликання.
- Ворона Петро Васильович (1967) — український політик, науковець, доктор наук з державного управління, голова Полтавської обласної ради в 2014—2015 роках.